# Les Boussardes
Les Boussardes est un hameau de la commune Le Monêtier-les-Bains, dans le département français des Hautes-Alpes. Il se situe dans la vallée de la Guisane, à 1628 mètres d'altitude. On peut y découvrir la Chapelle Saint-Antoine, une fontaine et onze maisons d'habitation.